# Vatroslav Jagić
Vatroslav Jagić (Varaždin, 6. srpnja 1838. – Beč, 5. kolovoza 1923.), hrvatski jezikoslovac jugoslavenske vokacije, najznačajniji svjetski slavist druge polovice 19. stoljeća. 

## Životopis
Pučku školu i gimnaziju pohađao u Varaždinu, Klasičnu gimnaziju završio u Zagrebu 1856. godine. U Beču je studirao klasičnu filologiju, a kod Franza Miklošiča slušao slavistiku kojoj se potpuno priklonio. Završivši studij vratio se u Zagreb gdje je skoro cijelo desetljeće (1861. – 1870.) profesor u Klasičnoj gimnaziji. Godine 1869. izabran je za pravog člana JAZU i dopisnog petrogradske akademije. Sljedeće godine otpušten iz državne službe.
Na preporuku I. I. Sreznjevskog izabran je za profesora slavistike u Odesi. Pripremnu godinu proveo je u Berlinu i Petrogradu. Od 1874. do 1880. bio je prvi profesor slavistike na Humboldtovu sveučilištu u Berlinu. Nakon toga je profesor slavistike na sveučilištu u Petrogradu. Godine 1886. kao nasljednik F. Miklošiča postao je profesor slavistike na bečkom sveučilištu na kojem je djelovao do umirovljenja (1908.). Umro je u Beču, ali je pokopan u Varaždinu (12. kolovoza 1923.).
Stručne radove iz književnosti i jezika Jagić je počeo objavljivati u izvještajima zagrebačke gimnazije. Godine 1863. s Franjom Račkim i Josipom Torbarom pokrenuo je Književnik, časopis za jezik i poviest hrvatsku i srbsku i prirodne znanosti u kojemu je objavio nekoliko zapaženih radova (Naš pravopis, Primjedbe našoj sintaksi, Iz prošlosti hrvatskoga jezika). Marljivo je surađivao u Radu JAZU u kojemu je, uz ostalo objavio rasprave Građa za glagolsku paleografiju, Pomlađena vokalizacija u hrvatskome jeziku, Građa za slovinsku narodnu poeziju.
Vatroslav Jagić je 1869. godine u 1. knjizi "Starina" u prilogu Ogledi stare hrvatske proze tekst "Reda i zakona od primlenja na dil dobroga čińenja sestar naših reda svetoga otca našega Dominika" objavio kao "crticu o životu manastirskom starih dalmatinsko-hrvatskih koludrica".
Jedan je od prvih prireditelja djela za niz Stari pisci hrvatski.
Godine 1871. doktorirao je u Leipzigu na osnovi disertacije Das Leben der Wurzel de in den slavischen Sprachen (Korijen de u slavenskim jezicima). Po dolasku u Berlin počeo je izdavati časopis Archiv fur slavische Philologie koji je uređivao punih 45 godina. Tim je časopisom pobudio zanimanje za Slavene i silno doprinio afirmaciji slavistike kao znanstvene i sveučilišne discipline.
Nakon prelaska u Beč bavio se mišlju o izdavanju Enciklopedije slavenske filologije. Iz te je zamisli potekla njegova knjiga Istorija slavjanskoj filologii (Povijest slavenske filologije; Petrograd, 1910.) kojom je obuhvaćen razvoj slavenske filologije od početaka do kraja 19. st. Posebno intenzivno bavio se staroslavenskim jezikom za koji je dokazao da je oblikovan na temelju jednoga južnoslavenskoga (južnomakedonskog) narječja čime je pobio tzv. panonsku teoriju. Potkraj života proučavao je život i djelo Jurja Križanića.
Iako je pretežit dio života proveo izvan Hrvatske, ipak nije prekinuo veze s njom. Kad je došao u Beč, redovito je pratio sva zbivanja u hrvatskoj filologiji, a u nekoliko se navrata (npr. u prikazu i polemici oko Rječnika hrvatskoga jezika) u njih izravno uključio. Jedan je od najvećih jezikoslovaca u povijesti slavistike i jedan od najradinijih. "Napisao je toliko da bi od toga, kada bi se sve preštampalo, nastala biblioteka od 100 knjiga, svaka po dvjesto stranica" (Josip Hamm).
Umro je u Beču. Pokopan je na Gradskom groblju Varaždin.

## Vanjske poveznice
- Gramatika jezika hervatskoga
- Historija knjiz̄evnosti naroda hrvatskoga i srbskoga. Knj.l.Staro doba
- Zasluge Vuka Štefanovića Karadžića za naš narodni jezik
- Naš pravopis, jedna od najznačajnih studija o hrvatskome pravopisu, Jagićev rad iz 1864.
- Iz prošlosti Hrvatskoga jezika, značajna studija iz 1864.
- Vatroslav Jagić: Ruska književnost u osamnaestom stoljeću